# Santa Teresa del Nen Jesús de Perpinyà
Santa Teresa del Nen Jesús de Perpinyà (o Santa Teresa de Lisieux) és l'església parroquial del barri de les Muralles de la ciutat de Perpinyà, a la comarca del Rosselló, de la Catalunya del Nord.

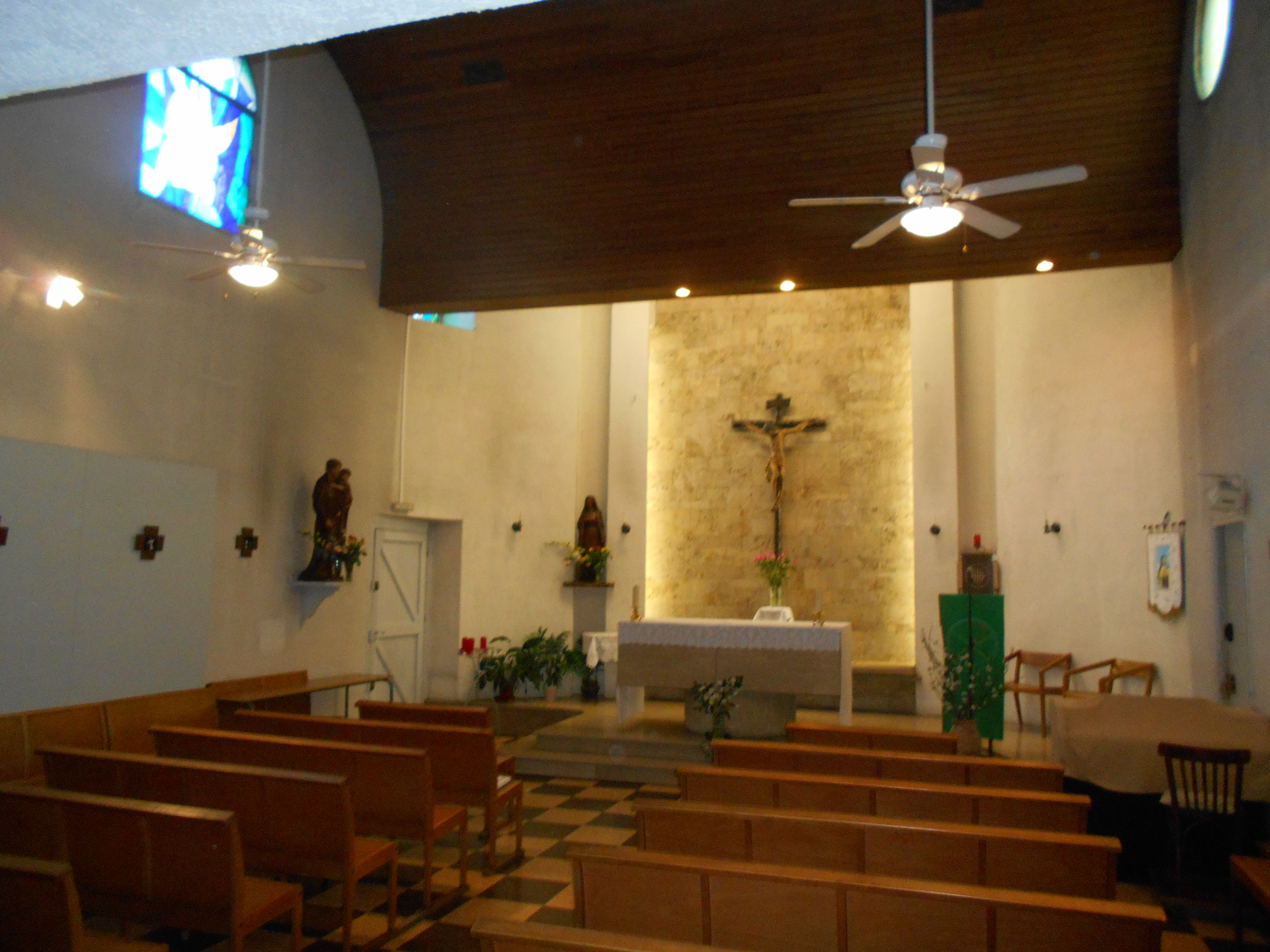
Interior de l'església: el presbiteri

És al sector sud-est del centre de Perpinyà, al número 15 del carrer de Hyacinthe Manera.
La parròquia de Santa Teresa va ser creada el 1956 a l'espai entre les parròquies de Sant Martí, Sant Mateu i Sant Jaume. El temple, de modestes dimensions, ocupen l'espai d'una casa particular, cosa que el fa poc visible respecte de les cases particulars que l'envolten.